# Gramatyka języka czeskiego

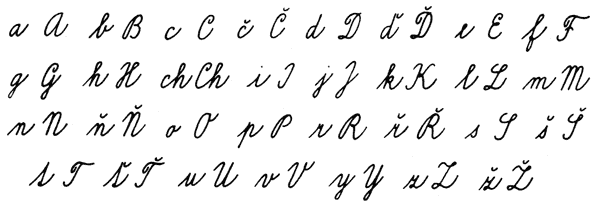
Odręczne pismo w języku czeskim

Gramatyka języka czeskiego – opis zjawisk gramatycznych w języku czeskim.
Język czeski należy do grupy języków zachodniosłowiańskich w ramach rodziny języków słowiańskich. Podobnie jak większość języków słowiańskich, jest pod względem systemowym językiem fleksyjnym.

## Ortografia
Ortografia czeska bazuje na wykorzystaniu znaków diakrytycznych. Diakryty występują zarówno w samogłoskach (á, é, ě, í, ó, ú, ů, ý), jak i spółgłoskach (š, ž, č, ř, ď, ť, ň). W języku polskim literom z diakrytem odpowiadają przeważnie dwuznaki: š, č, ř – sz, cz, rz, ale ž – ż, ň – ń. W czeskim natomiast stosowany jest dwuznak ch, używany na oznaczenie głoski bezdźwięcznej. Literę ú pisze się na początku słowa, a literę ů wewnątrz niego, choć oba grafemy oznaczają u długie. Litera g występuje w wyrazach obcych, podobnie litery x i w.
W nazwach własnych wielką literą pisze się zazwyczaj tylko pierwszy wyraz. Na przykład Polska Rzeczpospolita Ludowa to Polská lidová republika.

## Fonetyka
W języku czeskim nie ma samogłosek nosowych. Głoską charakterystyczną dla języka czeskiego jest ř, wymawiana jako połączenie r z ż lub sz. Istnieją też dwa rodzaje h, dźwięczne (h) i bezdźwięczne (ch).
Wymowa potocznego języka czeskiego (znanego jako obecná čeština) różni się znacznie od fonetyki języka literackiego. Długie e (é) wymawia się jako długie i (í), długie ý jako dyftong ej, nagłosowe długie u (ú) jako dyftong ou, wreszcie nagłosowe o jako vo (na przykład okno=vokno).
Czeskiemu h odpowiada z reguły polskie g (hora – góra), natomiast ř polskie rz (řeka – rzeka).
Polskiemu ę odpowiada przeważnie czeskie u, a polskiemu ą dyftong ou. Na przykład polskie idę to czeskie jdu, a polskie idą to czeskie jdou. Jednak nie zawsze się tak dzieje, z uwagi na długi i skomplikowany rozwój fonetyczny.
W czeskim są spółgłoski zgłoskotwórcze r i l, obecne na przykład w słowach prst (palec) i vlk (wilk).

## Prozodia
Cechami charakterystycznymi dla języka czeskiego i zarazem różniącymi go od języka polskiego są akcent inicjalny i iloczas. Iloczas i akcent nie są ze sobą powiązane, zaś akcentowane mogą być zarówno samogłoski krótkie, jak i długie. W wyrazie „český” pierwsza sylaba jest akcentowana i krótka, a druga nieakcentowana i długa.

## Akcent wyrazowy
Akcent wyrazowy (přízvuk) w języku czeskim jest stały i pada na sylabę pierwszą. Akcent czeski ma charakter zestrojowy. Przyimek (jednozgłoskowy) ściąga na siebie akcent wyrazu pełnoznacznego. Po polsku akcentuje się do Pragi, a po czesku mówi się do Prahy. Również przeczenie czasowników stanowi całość akcentową z czasownikiem.

## Iloczas
W języku czeskim iloczas (kvantita) ma wartość fonologiczną, to znaczy różnicuje znaczenie wyrazów. Wyraz „český” z długim „ý” (przymiotnik) znaczy „czeski”, a wyraz „česky” (przysłówek) z krótkim „y” znaczy „po czesku”. Wyraz „dráha” to „kolej”, a „drahá” to „droga” (przymiotnik).

## Morfologia
W języku czeskim występują trzy rodzaje gramatyczne, męski, żeński i nijaki, tak samo jak w języku polskim. Przypadki są wyrażane końcówkami, a niekiedy także przyimkami.

## Fleksja
W języku czeskim występuje odmiana wyrazów, deklinacja w przypadku imion (rzeczowników, przymiotników, liczebników i zaimków, a także niektórych imiesłowów) oraz koniugacja w przypadku czasowników.
W deklinacji jest siedem przypadków, tak samo jak w polskim. Od polskich przypadków różnią się kolejnością. Nazwy przypadków są z pochodzenia łacińskie.
| Nazwa czeska | Pytanie       | Nazwa polska | Pytanie        |
| ------------ | ------------- | ------------ | -------------- |
| Nominativ    | kdo, co?      | Mianownik    | kto, co?       |
| Genitiv      | z koho, čeho? | Dopełniacz   | z kogo, czego? |
| Dativ        | komu, čemu?   | Celownik     | komu, czemu?   |
| Akuzativ     | koho, co?     | Biernik      | kogo, co?      |
| Vokativ      |               | Wołacz       |                |
| Lokál        | o kom, o čem? | Miejscownik  | o kim, o czym? |
| Instrumentál | s kým, čím?   | Narzędnik    | z kim, czym?   |

Odmiana męska twardotematowa
| Przypadek   | Liczba pojedyncza | Liczba mnoga  |
| ----------- | ----------------- | ------------- |
| Mianownik   | pán               | páni, pánové, |
| Dopełniacz  | pána              | pánů          |
| Celownik    | pánovi, pánu      | pánům         |
| Biernik     | pána              | pány          |
| Wołacz      | pane              | páni, pánové  |
| Miejscownik | o pánovi, o pánu  | o pánech      |
| Narzędnik   | pánem             | pány          |

Odmiana żeńska twardotematowa:
| Przypadek   | Liczba pojedyncza | Liczba mnoga |
| ----------- | ----------------- | ------------ |
| Mianownik   | žena              | ženy         |
| Dopełniacz  | ženy              | žen          |
| Celownik    | ženě              | ženám        |
| Biernik     | ženu              | ženy         |
| Wołacz      | ženo              | ženy         |
| Miejscownik | ženě              | ženách       |
| Narzędnik   | ženou             | ženami       |

Istnieją trzy wzory odmiany przymiotników, twardy, miękki i dzierżawczy (Karlův most – Most Karola).
Przymiotniki dzierżawcze występują często w nazwach własnych: Karlův most (rodzaj męski), Univerzita Karlova (rodzaj żeński), Karlovo náměstí (rodzaj nijaki), Karlovy Vary (liczba mnoga).
Bezokolicznik kończy się na -t, które odpowiada polskiemu -ć. W odmianie czasowników występują trzy czasy, teraźniejszy, przeszły i przyszły. Niektóre z form czasu przeszłego i przyszłego są tworzone w sposób opisowy z użyciem czasownika pomocniczego „być”.
Czas przeszły:
|         | Liczba pojedyncza | Liczba mnoga |
| ------- | ----------------- | ------------ |
| 1 osoba | Byl jsem          | Byli jsme    |
| 2 osoba | Byl jsi           | Byli jste    |
| 3 osoba | Byl               | Byli         |

## Słowotwórstwo
Reguły tworzenia wyrazów w języku czeskim są podobne do zasad rządzących ich derywacją w języku polskim. Wiele formantów występuje w obu językach, różniąc się nieznacznie fonetycznie i ortograficznie. Na przykład przymiotniki tworzy się często sufiksem -ský, będącym odpowiednikiem polskiego formantu -ski: český, polský (czeski, polski).
Regularnie tworzy się (přechylování) nazwiska żeńskie (zakończone na -ová), na przykład Vondráčková, jak również żeńskie nazwy wykonawców czynności (zawodów), na przykład předseda vlády (premier) – předsedkyně vlády (pani premier).
Nowe czasowniki tworzy się przy użyciu przedrostków, podobnie jak w języku polskim. Istnieją rozbudowane rodziny słowotwórcze, na przykład psát (pisać), napsat (napisać), popsat (opisać), podepsat (podpisać), připsat (dopisać) itd.

## Składnia
Szyk wyrazów jest zasadniczo taki sam jak w polskim. W zdaniach twierdzących na pierwszym miejscu stoi podmiot, po nim orzeczenie, a następnie dopełnienie. Po przeczeniu używany jest biernik, a nie dopełniacz jak w języku polskim.
Partykuła se (się) występuje w zdaniu na drugim miejscu po akcentowanym słowie.
W czeskim występuje niekiedy składnia accusativus cum infinitivo.